# 桑原麻美
桑原 麻美（くわばら あさみ、1973年6月16日 - ）は、フリーアナウンサー。岐阜県岐阜市（旧：羽島郡柳津町）出身。血液型はA型。NTB 所属。

## 略歴
岐阜県立加納高等学校普通科、南山大学文学部仏語学仏文学科卒業。
1997年4月、中国放送入局。主にラジオ番組で活躍していた。新入社員時代「KEN-JIN」の放送で、頭からかぶった水槽に蛇を入れられたことがある。なお、桑原の地元・岐阜放送のラジオが年末年始特番を組んだとき、桑原は中国放送在籍のまま岐阜ラジオに電話出演したことがある。2003年9月末で中国放送を退社。
2003年10月、名古屋テレビに移籍。2010年4月に退社し、フリーアナウンサーとなる。
2021年からはニュース担当アナウンサーとして古巣のメ〜テレ（名古屋テレビ）のメ〜テレNEWSに出演している。

## 現在の担当番組
- メ〜テレNEWS

## 過去の出演番組

### 中国放送

#### テレビ
- 女子アナ天国マル生じゃ（注：マル生は「生」の字に丸囲みしたもの）
- ひろしまスポーツ天国[1]

#### ラジオ
- ぽっぷん王国[1]
- ひろしま市民とともに[1]
- 一文字弥太郎の週末ナチュラリスト 朝ナマ!
- RCCカープナイター
- なんでもジョッキー

### 名古屋テレビ（メ〜テレ）
- UP!（リポーター）
- 特選朝いち どですか!（毎週木曜日、丸中食品センターからの中継担当、メ〜テレNEWS）
- メ〜テレオンブズ
- メ〜テレNEWS
- Jリーグなどのスポーツ中継・レポーター

### フリーアナウンサー
- NEWS（中日新聞ニュース）（東海ラジオ放送） - 東海ラジオニュースアナウンサー
- RADIO-i MORNING LIVE（RADIO-i）
- あなたの街から（岐阜放送）
- ゲートキーパー（岐阜放送）
- あなたのこころは元気ですか?（岐阜放送）